# Einhander
Einhänder (アインハンダー) é um jogo eletrônico para Playstation do estilo de naves "side-scrolling". Foi lançado pela Squaresoft em 1997.
O título do jogo vem do alemão, que em português pode ser traduzido como "uma mão" e "one hand" em inglês. O nome vem da forma de braço mecânico com garra que é usado como suporte das armas (gunpods) que aparecem durante o jogo. Uma sequência do game chegou a ser parcialmente desenvolvida e anunciada ainda para o Playstation, mas nunca foi lançada.

## História
Em um futuro fictício, há uma guerra entre a colônia da Terra, chamada Sodom, e a colônia da Lua, chamada Selene. Essa guerra deixou a Terra destruída e governada por um regime totalitário. 50 anos depois, em busca de recursos naturais, Selene ataca Sodom - dessa vez utilizando naves sozinhas que são dirigidas por um único piloto, chamadas de Einhänder, e que são praticamente pilotos kamikazes ao estilo "exército de um homem só". Em Einhänder, você é um desses pilotos, combatendo sozinho todas as forças de Sodom.

## O jogo
Não existem "power-ups" de nenhum tipo e nem vidas extras em Einhänder. É possível somente adquirir "gunpods" durante as fases, que são as armas deixadas por alguns inimigos e que possuem munição limitada. Você começa com 3 vidas e 5 Continues, perdendo vida você recomeça de um ponto perto de onde estava e perdendo continue recomeça do início da fase. São 7 fases e cada fase possui três tarefas "secret" que você tem que descobrir sozinho - e que caso sejam todas realizadas, disponibilizará uma nave secreta ao final do jogo.
Curiosamente, os poucos diálogos do jogo são em alemão, indo na contramão de diálogos em japonês e/ou inglês que são o padrão na grande maioria dos games.

## Gunpods
- Vulcan: O mais comum do jogo, lembra bastante uma metralhadora giratória de helicópteros e aviões de guerra. Seu poder de fogo é baixo, igual ao do projétil padrão ilimitado, mas vem com muita munição. Atira sempre para frente, reta ou inclinada para baixo.

- Spreader: Dispara tiros abertos em forma de leque, e causa um grande dano se usado a curta distância. Pode ser colocada pra atirar tanto para frente quanto para trás.

- Wasp: Um lança-foguetes, se posicionada para cima dispara foguetes moderadamente poderosos e teleguiados automaticamente na direção do inimigo, se posicionada para baixo dispara foguetes fortes mas que vão sempre em linha reta. Atira sempre para frente, dependendo da posição do inimigo o míssil teleguiado pode acertá-lo atrás da nave.

- Cannon: Dispara uma pequena rajada de energia concentrada e forte, mas vem com pouca munição. Atira sempre para frente, reta ou inclinada para cima.

- Riot: Dispara rajadas elétricas, seu poder depende do tempo que ela é carregada. Atira sempre para frente, inclinada para cima ou para baixo.

- Grenade: Dispara granadas, causando um enorme dano. Pode ser colocada pra atirar tanto para frente quanto para trás, e o tiro sempre fará uma curva para baixo.

- Hedgehog: Dispara pequenas bolas de energia que explodem em contato com o inimigo, causa bom dano, seu único problema é que só pode ser disparada para cima e para baixo.

- Blade: Arma que cria uma lâmina laser, possui boa força e pode ser movimentada como uma espada, porém possui um curto alcance. A lâmina de energia sempre fica apontada para frente, mas mudando de posição enquanto está com a lâmina, ela pode acertar tanto pra cima quanto pra baixo.

- Juno: Versão upgrade da Vulcan, aparece somente duas vezes no jogo, podendo aparecer uma terceira vez. É muito poderosa - porém vem com menos munição. Atira sempre para frente, reta ou inclinada para baixo.

- Mosquito: Aparece somente uma vez no jogo, podendo aparecer uma segunda vez, lança foguetes que podem ser guiados de acordo com o movimento da nave e após um tempo seguem na direção que estiverem.

- Flash: Aparece somente duas vezes no jogo, dispara um poderoso raio laser lilás. Gunpod preferida de vários jogadores, atira sempre para frente, reta ou inclinada para baixo.

- Phyton: Aparece somente uma vez no jogo, lança uma fileira de poderosas minas ligadas por um cabo metálico contra o inimigo. A direção das bombas pode ser controlada, mas com pouca precisão.

## Naves utilizáveis
- Astraea FGA Mk. I: Uma das três naves iniciais do jogo, pode carregar até duas gunpods. A vantagem e a desvantagem dela é justamente a de poder carregar duas gunpods, ou seja, você tem a munição das gunpods, mas se precisar guardar munição e já estiver com duas, não terá como.

- FRS Endymion Mk. II: Uma das três naves iniciais do jogo, pode carregar até três gunpods. A vantagem dela é poder escolher entre as 3 gunpods, mas a desvantagem é de poder usar somente uma de cada vez.

- FRS Endymion Mk. III: Uma das três naves iniciais do jogo, pode carregar apenas uma gunpod. A vantagem dela é ter a munição infinita mais forte que as outras, mas a desvantagem é de poder ter somente uma gunpod por vez.

- Unknown Type Fighter Type1: Não está disponível no começo do jogo e tem o formato das naves policiais da primeira fase. Não carrega gunpods, mas cada arma coletada aumenta o poder do tiro e fica com características da gunpod pega por último, como um tiro para cima e para baixo quando se pega a Hedgehog e tiro teleguiado quando se pega a WASP ou a Mosquito.

- Unknown Type Fighter Type2: Versão melhorada da Astraea FGA Mk. I, não está disponível no começo do jogo, é de cor vermelha e pode carregar até duas gunpods. Ela não possui a mesma desvantagem da Astraea FGA Mk. I, já que todas as gunpods que pega pelo caminho começam com 10.000 munições.